# Felix Nmecha
Felix Kalu Nmecha (ur. 10 października 2000 w Hamburgu) – niemiecki piłkarz angielskiego pochodzenia występujący na pozycji pomocnika w niemieckim klubie Borussia Dortmund oraz w reprezentacji Niemiec. 
Wychowanek Manchester City. Młodzieżowy reprezentant Anglii. Młodszy brat reprezentanta Niemiec, Lukasa Nmechy.